# Bogdan Chojnicki
Bogdan Heronim Chojnicki – polski uczony, doktor habilitowany nauk rolniczych, inżynier, profesor nadzwyczajny Uniwersytetu Przyrodniczego w Poznaniu, specjalności naukowe: agrometeorologia, agrofizyka.

## Życiorys
W 2002 na podstawie rozprawy pt. Rola małych zbiorników śródpolnych w kształtowaniu bilansu cieplnego i wodnego krajobrazu rolniczego uzyskał na Wydziale Melioracji i Inżynierii Środowiska Akademii Rolniczej im. Augusta Cieszkowskiego w Poznaniu stopień doktora nauk rolniczych w dyscyplinie kształtowanie środowiska w specjalność agrometeorologia. Tam też na podstawie dorobku naukowego oraz monografii pt. Badania wymiany masy i energii między powierzchnią torfowiska a atmosferą przy użyciu różnych technik pomiarowych nadano mu w 2014 stopień doktora habilitowanego nauk rolniczych w dyscyplinie ochrona i kształtowanie środowiska w specjalnościach agrofizyka, agrometeorologia.
Był adiunktem a następnie został profesorem nadzwyczajnym Uniwersytetu Przyrodniczego w Poznaniu (Wydział Inżynierii Środowiska i Gospodarki Przestrzennej; Katedra Meteorologii).